# Šigeo Šingo
Šigeo Šingo (新郷重雄, Shigeo Shingo; Saga, Japan 1909. – 1990.) japanski je industrijski inženjer.
Radio je na usavršavanju proizvodnih procesa u tvornicama, najpoznatiji po konceptu Poka-yoke u kojem se statistička kontrola kvalitete zamjenjuje otkrivanjem uzroka svakog defekta i modifikacijom proizvodnog procesa kojom se sprečava nastajanje defekata.